# Captus
Captus var en tankesmedja som arbetade med opinionsbildning och utredde aktuella samhällsfrågor. Captus startade sin verksamhet under år 2005. Den har delvis finansierats av Stiftelsen Fritt Näringsliv.
Under de första åren var tanksmedjan främst baserad i västra Sverige, för att under några år senare verka i Stockholm. Tankesmedjan Captus gav under åren 2005–2008 ut nättidskriften Captus Tidning med fokus på idé- och dagspolitisk debatt, kultur och media. Totalt gavs 117 nummer av Captus Tidning ut, och över 600 artiklar publicerades.
Utöver de traditionella borgerliga frågorna har Captus hört till de mer framträdande aktörerna i debatten om global uppvärmning, där man är skeptisk till teorin om en förestående klimatkatastrof.